# Minamiaiki
Minamiaiki (南相木村?) è un villaggio giapponese della prefettura di Nagano.